# Ursula Heyer
Ursula Heyer (Berlino, 15 febbraio 1940) è un'attrice e doppiatrice tedesca.

## Biografia
È stata spostata con l' attore Rainer Brandt con il quale ha avuto due figli: Judith Brandt e Andrej Brandt, entrambi doppiatori.

## Filmografia

### Televisione
- Café Wernicke - serie TV (20 episodi) (1978-1979)
- Il commissario Köster (Der Alte) (3 episodi) - serie TV (1978-1979)
- Christian und Christiane - serie TV (12 episodi) (1982)
- Un caso per due (Ein Fall für zwei) - serie TV (1984)
- Detektivbüro Roth - serie TV (1986)
- Didi – Der Untermieter - serie TV (1986)
- Berliner Weiße mit Schuß - serie TV (3 episodi) (1986-1992)
- L'arca del dottor Bayer (Ein Heim für Tiere) - serie TV (1987)
- Praxis Bülowbogen - serie TV (3 episodi) (1988)
- Tatort - serie TV (1990)
- Wolff, un poliziotto a Berlino (Wolffs Revier) - serie TV (1998)
- Dr. Stefan Frank - Der Arzt, dem die Frauen vertrauen - serie TV (2000)
- In aller Freundschaft - serie TV (2000, 2008)
- Die Rettungsflieger - serie TV (2002-2004)
- Edel & Starck - serie TV (2003)
- Il nostro amico Charly (Unser Charly) - serie TV (2006)
- Verbotene Liebe - serie TV (26 episodi) (2008)

## Doppiaggio
- Sharon Tate in Piano, piano non t'agitare!, La valle delle bambole
- Sylva Koscina in Guerra, amore e fuga, La calata dei barbari
- Adrienne Corri in Arancia meccanica
- Suzy Kendall in L'uccello dalle piume di cristallo
- Charlotte Rampling in L'orca assassina
- Bibi Andersson in I Never Promised You a Rose Garden
- Stéphane Audran in Maximum Risk
- Christine Baranski in Il Grinch